# کوون یونسوم
کوون یونسوم (کره‌ای: 권은솜؛ زادهٔ ۱۳ نوامبر ۱۹۹۰) بازیکن فوتبال است.
وی همچنین در تیم‌های ملی فوتبال زنان کره جنوبی بازی کرده‌است.